# Breathless (The Corrs-sang)
 For alternative betydninger, se Breathless. (Se også artikler, som begynder med Breathless)
"Breathless" er en sang af det keltiske folkrockband The Corrs. Den blev udgivet den 18. juli 2000 som den første single fra deres tredje studiealbum In Blue (2000). "Breathless" var skrevet og produceret i samarbejde med den berømte musikproducer Robert John "Mutt" Lange, som har produceret for bl.a. Shania Twain, Bryan Adams og Def Leppard.
"Breathless" er en poprocksang, hvis tekst handler om forførelse. Den modtog blandede anmeldelser; nogen kaldte den sexet og et hit, mens andre ikke brød sig om den. Musikvideoen blev filmet i Mojaveørkenen og blev instrueret af Nigel Dick.
Sangen betragtes som et af deres signaturhits, efter den toppede hitlister i flere lande. Den nåede nr. 1 i både Spanien og Storbritannien og er gruppens eneste nr. 1 i Storbritannien og det eneste i top 40 hit i USA med en placering som nr. 34. Det var den 33. bedst sælgende single i Storbritannien 2000.
Sangen blev nomineret til Grammy Award for Best Pop Performance by a Duo or Group with Vocals. Sangen var at finde på soundtracket til den brasilianske sæbeopera Uga Uga. Den blev også brugt i filmen The Wedding Date med Debra Messing og i et afsnt af Sopranos kaldet "Another Toothpick".

## Baggrund og udgivelse
"Breathless" blev udgivet som In Blues første single den 18. juli 2000. CD-singlen indeholdt "Breathless" og to nye numre: "Head In the Air" og "Judy". "Breathless" blev skrevet af The Corrs (Andrea, Caroline, Sharon og Jim) og Robert "Mutt" Lange, som også producerede sangen. "Breathless" er en pop og poprocksang, hvis tekst handler om en kvinde, som ønsker livslang kærlighed.
Om sangen og samarbejdet med Robret "Mutt" Lange har Andrea Corr udtalt: "We happened to meet up [with Lange], and we both liked what each other does, so we decided to try and write a song together. So we did, and the first song we wrote together was "Breathless". It was a beautiful, sunny day when we wrote it, and I think that's very much in the song, because it's kind of high impact and driven and sunny and summery and it's a love song. It's about seduction and how when you're falling in love, you're just enticing that person to go one step further. It's good, good fun."
En akustisk version af sangen blev indspillet i 2002 til deres album VH1 Presents: The Corrs, Live in Dublin. Sangen er også med på deres to opsamlingsalbums Best of The Corrs og Dreams: The Ultimate Corrs Collection.

## Modtagelse

### Kritisk respons
Kritikerne var ikke enige om "Breathless." Steven McDonald fra Allmusic valgte sangen som en af de bedste numre på albummet. Mel Roberts fra Amazon.com kaldte den "one of the standout tracks" på albummet. Chris Charles fra BBC News udtalte at sangen "chugs along at Blondie pace before petering out into a wailing imitation of Dolores O'Riordan." Anmeldelsen på Entertainment.ie var blandet, idet "Even half-decent efforts such as current single 'Breathless' are ruined by the MOR production." 
Jane Stevenson fra Jam! betragtede "Breathless," "som en af albummets svagere sange." Steven Wells fra NME var positiv og roste "the incredibly beautiful Andrea basically begging you to get on with it and shag her 'breathless'," og skrev at "Andrea does a fantastic yodel-type thing with her voice." Anmelderne fra People Magazine kaldte sangen "sakkarin", mens Jake C. Taylor fra Sputnikmusic kaldte den et "poppet hit.""

### Kommerciel succes
Sangen blev en mainstream succes, og toppede hitlisterne i tre lande, og peakede i top 10 i mange andre. I Europa blev sangen en stor succes. I Storbritannien nåede den #1 på UK Singles Chart og blev en bedst sælgende single der, og deres bedst placerede single siden "Runaway", som toppede som #2. På Irish Singles Chart kom sangen direkte ind som #3, hvilket var den højeste placering på denne hitliste. I Italien viste den sig at blive en stor succes, og kom ind som #5 d. 13. juli 2000, og toppede som #2 d. 10. august 2000. Efter fire uger kom singlen endnu engang op som #2 d. 14. september 2000.
I Australien kom "Breathless" som #48 på ARIA Singles Chart d. 2. juli 2000. Den 6. august 2000 nåede sangen #20 og toppede som #7 d. 20. august, hvor den forblev i yderligere to uger. I alt var singlen på ARIA charts i 20 uger og blev certificeret med platin af Australian Recording Industry Association (ARIA) med 70.000 eksemplarer sendt til landet. I New Zealand var sangen også en succes, og den startede som #32 på RIANZ-hitlisten d. 23. juli 2000. Den toppede som #3 d. 20. august samme år, og den forblev der i to ikke på hinanden følgende uger. I USA toppede sangen som #34 på Billboard Hot 100, og var dermed deres eneste hit, der nåede top 40. Den blev også en succes på Adult Contemporary og Adult Top 40-hitlisterne, hvor den toppede som #7 på sidstnævnte.

## Musikvideo

### Baggrund
Musikvideoen til sangen blev filmet i Mojaveørkenen i Californien d. 24. maj 2000, og blev instrueret af Nigel Dick. Det var nødvendigt at filme on-location i to dage. Både Andrea og Sharon bukkede under for hedeslag og måtte på hospitalet, selvom de havde det fint dagen efter. "We shot the video in the Mojave Desert, just outside Los Angeles," forklarede Jim, "and it was shot by a friend of ours, Nigel Dick. We've worked with him on quite a number of videos. We spent about two days out in the desert sun, and we kind of weren't really prepared for that type of heat."

### Synopsis
Videoen viser The Corrs ved en på en lille landingsbane lave en improviseret optræden inde i en hangar i midten af ørkenen. De ankommer i en Douglas DC-3 (med registreringsnummeret N26MA tydeligt skrevet på den ende side) og optræder med sangen foran et pbulikum af bikere før det sidste klip viser DC-3'en forlade stedet. Der er to versioner af videoen. Den ene er mere historiepræget i sin opbygning og viser The Corrs sætte scenen op til deres show, og bikerne der ankommer og ser dem optræde. Den anden version fokuserer mere på en ung mand, som tilsyneladende arbejder på landingsbanen, og hans reaktion til The Corrs-søstrene mens de synger. Begge versioner blev udgivet på DVD'en til Best of The Corrs.

## Priser og brug i andre medier
"Breathless" blev nomineret til en Grammy Award for Best Pop Performance by a Duo or Group with Vocals i 2001, men tabte til Steely Dans "Cousin Dupree". Selvom den ikke vandt, var sangen inkluderet på opsamlingen Grammy Nominees 2001.
"Breathless" var en del af soundtracket til den brasilianske sæbeopera Uga Uga (2000). Sangen blev også brugt i filmen The Wedding Date (2005), med Debra Messing, hvor denn spiller i baggrunden mens Messings karakter løber rundt i sin lejlighed i New York City og forsøger at gøre klar til at nå et fly. I 2001 blev sangen brugt i gangsterserien Sopranos i episoden "Another Toothpick", hvor karakteret Meadow Soprano synger med på "Breathless", mens han hører den i sine høretelefoner.
The Corrs optrådte med sangen som musikalsk gæst i en episode af Charmed at Pipers club P3.

## Spor
1. "Breathless" (Album Version) - 3:27
2. "Head in the Air" (Non-album track) - 3:43
3. "Judy" (Non-album track) - 2:26

## Hitlister
| Hitliste                                         | Højeste placering |
| ------------------------------------------------ | ----------------- |
| Australien (ARIA)                                | 7                 |
| Østrig (Ö3 Austria Top 40)                       | 1                 |
| Belgien (Ultratop 50 Flanderen)                  | 1                 |
| Belgien (Ultratop 50 Vallonien)                  | 2                 |
| Canadian Adult Contemporary                      | 3                 |
| Frankrig (SNEP)                                  | 26                |
| Tyskland (Official German Charts)                | 1                 |
| Ireland (IRMA)                                   | 3                 |
| Italien (FIMI)                                   | 2                 |
| Holland (Single Top 100)                         | 1                 |
| New Zealand (RIANZ)                              | 3                 |
| Spanien (PROMUSICAE)                             | 1                 |
| Sverige (Sverigetopplistan)                      | 3                 |
| Schweiz (Schweizer Hitparade)                    | 1                 |
| Storbritannien Singles (Official Charts Company) | 1                 |
| US Billboard Hot 100                             | 20                |
| US Adult Contemporary                            | 1                 |
| US Adult Top 40                                  | 7                 |
| US Top 40 Mainstream                             | 2                 |
| US Top 40 Tracks                                 | 2                 |

## Certificeringer
| Land           | Certificering | Salg     |
| -------------- | ------------- | -------- |
| Australien     | Platin        | 70.000+  |
| Storbritannien | Sølv          | 200.000+ |